# Démocrates unis
Le parti des Démocrates unis (en grec Ενωμένοι Δημοκρατές – Enoméni Dimokratés) est un parti politique chypriote.

## Historique
Son leader est Giórgos Vasileíou, ancien président de la République (1988-1993) qui a été, jusqu'en mars 2003, le chef de la délégation des négociations à l'adhésion de Chypre à l'Union européenne.
Créé en décembre 1996, par la fusion de deux partis les Démocrates libres et Adisok, c'est un parti membre de l'Alliance des libéraux et des démocrates pour l'Europe, également membre du groupe Alliance des démocrates et des libéraux pour l'Europe au Parlement européen, mais sans député européen actuellement.
Ce parti, qui se considère comme centriste, détient un siège à la Chambre des Représentants, détenu par Androulla Vassiliou qui a obtenu un second mandat de cinq ans lors des élections de mai 2001. Elle est devenue commissaire européenne depuis le 3 mars 2008, confirmée en novembre 2009 (Commission Barroso II).